# Ignacio Zuloaga
Ignacio Zuloaga  Zabaleta (Eibar, País Basco, 26 de julho de 1870—Madrid, 31 de outubro de 1945) foi um dos mais importantes pintores espanhóis do final do século XIX e princípios do XX, primariamente conhecido pelos seus quadros costumbristas e retratos. Pelo seu estilo naturalista de forte desenho e colorido obscuro, influenciado por Ribera e Goya, foi tradicionalmente etiquetado como "reverso" ou oponente do estilo luminoso e optimista de Sorolla.

## Biografia

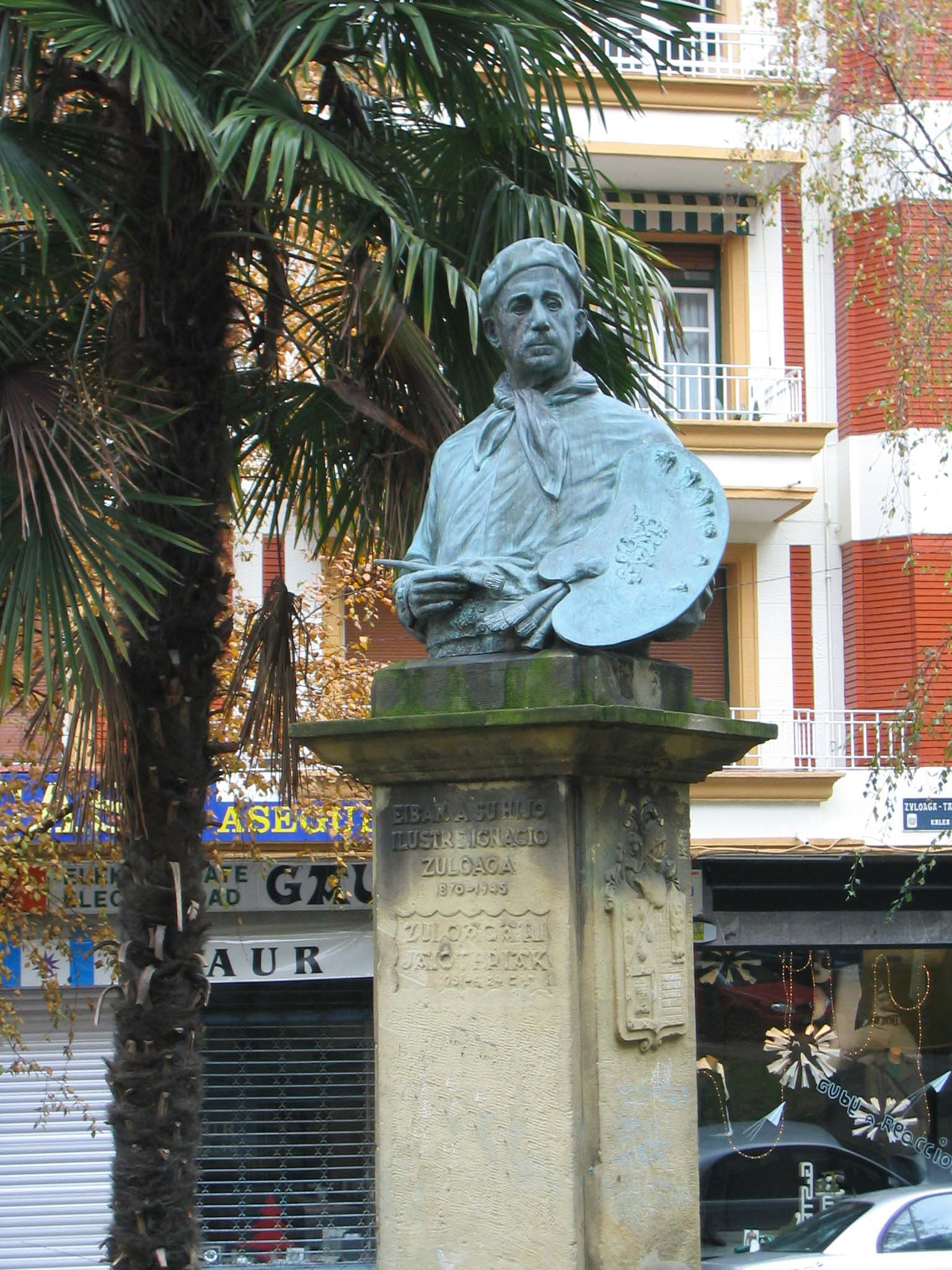
Monumento a Ignacio Zuloaga em Eibar

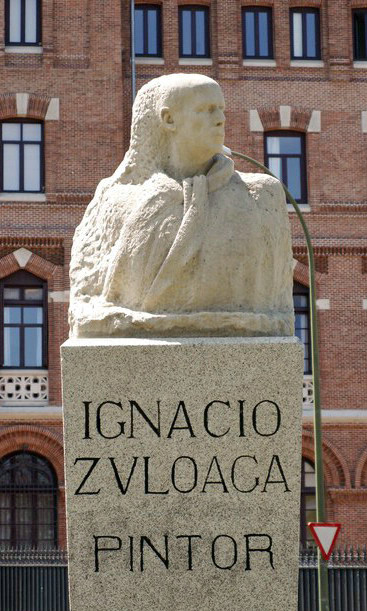
Monumento a Ignacio Zuloaga em Madrid

### Primeiros anos
Pertenceu a uma saga de artistas. Foi filho do notável damasquinador Plácido Zuloaga e sobrinho de Daniel Zuloaga, um ceramistas que exerceu grande influência sobre ele. Trabalhou de criança na oficina do seu pai em Eibar, onde teve os primeiros contatos com o desenho e a gravura. 
A sua formação escolar foi realizado com os jesuítas na França, completando-se em Madrid, Paris e Roma.
Em 1887 apresentou um quadro na Exposição Nacional de Madrid, intitulado Um sacerdote rezando num quarto antigo. Copiou no Museu do Prado obras de Velázquez e El Greco. No ano seguinte pintaria Fuente de Eibar e O cego de Arrate, as suas primeiras obras conhecidas.
Vai embora a Roma em 1889, meta de muitos novos artistas, onde se empapa com os mestres do Renascimento. A sua estadia dura mais de meio ano. Pinta O forjador ferido. 
Em 1890 mudou-se para Paris. Viveu em Montmartre. Frequentava a Academia de La Palette. Presentou um quadro na Exposição Nacional de Madrid. 
Travou amizade com Santiago Rusiñol e com os artistas catalães de Montmartre, assim como com Toulouse-Lautrec, Jacques Émile Blanche, Degas, Maxime Dethomas e Gauguin. Vive na rua Durantin, depois na rua Cortot e depois na rua des Saulnes. É atraído pela pintura de Monet, Degas e Carrière. 
Expôs, com Gauguin, Van Gogh, Degas e Toulouse-Lautrec, e de seguida adquire fama representando a parte gráfica da geração de 98. Enrique Lafuente Ferrari diria dele: 
| “ | Zuloaga extraía dos seus motivos a máxima capacidade de expressão, magnificando-os até um plano de verdadeira grandeza artística e humana | ” |

No período entre 1891 e 1895 teria uma intensa relação com o grupo de Gauguin, com o que esse ano exporá duas paisagens na galeria  Le Barc de Boutteville  . Viajou a Bilbau, sendo fundador da Sociedade Festiva O Escritório, também conhecida como Kurding Club, e decora um dos seus muros com a tela intitulada Amanhecer.

### Na Andaluzia
Em 1892 descobre em Paris dois Grecos, que adquire Rusiñol (atualmente em Sitges, Museu do Cau Ferrat). Vive na ilha de St. Louis com Rusiñol e Maurice Utrillo. Acode à VIII Mostra do salão dos Independentes com cinco quadros. Marcha à Andaluzia durante a temporada, buscando os seus temas na Espanha. 
Durante 1893 estudou em Sevilha na Rua da Féria. Acode ao salão dos Independentes com seis quadros. Descobre a obra de James McNeill Whistler e consolida a sua amizade com os literatos franceses, ainda que fujam das influências simbolistas e impressionistas. No ano seguinte presenta no Salão Nacional de Belas-Artes de Paris dois quadros: Retrato da avó do pintor e O anão Dom Pedro. Juntamente com Rusiñol compra, em Paris, dois Grecos e viaja pela Itália e pela Suíça. Em Bermeo, localidade biscaínha, pinta os afrescos do Casino, que terminará ao ano seguinte. 
Em 1895 realiza uma segunda exposição em Le Barc de Bouteville; mostra 6 quadros e compartilha estudo com Paco Durrio e Gauguin. Retrata a Valentine Dethomas. Mantém a sua residência principal na Andaluzia até 1898. Na Exposição de Barcelona de 1896 obtém a 2ª medalha pelo quadro Amigos. Viaja pela Espanha e chega a  tourear em Sevilha.
Em 1898 expõe na Societé Nationale de Paris. Em Barcelona mostra a sua Véspera da corrida, obtendo a primeira medalha. Mudou-se para Segóvia.

### Segóvia
No final do verão de 1898 chega a Segóvia, onde se instala com o seu tio Daniel à frente de uma oficina cerâmica. Pinta, entre outras obras, Meu tio e minhas primas, quadro que será adquirido pelo Estado francês para colocá-lo no Musée du Luxembourg.
Em 18 de maio de 1899 casou-se com Valentine Dethomas, irmã do seu amigo, o pintor Maxime. São testemunhas de casamento Carrière e Albéniz. O casal instala-se em Elgueta, localidade próxima a Eibar. Pinta A anã Dona Mercedes. O Estado belga compra O prefeito de Riomoros.
De novo em Segóvia estuda na Casa do Crime e na Canonjía. Em Paris, com ocasião da Exposição Universal, vende o quadro Vésperas da corrida. Esta obra foi recusada pelo jurado espanhol que selecionava as obras que acudiriam. Foi comprada pelo Estado belga. Realiza exposições em Bruxelas, Berlim, Colônia, Düsseldorf e Bilbau.
Em 1901 trava amizade com o poeta Rainer María Rilke. Gana a Grande Medalha da Exposição Internacional de Dresde. A relevância internacional é já importante e a Ópera de Berlim encarrega-lhe a cenografia de uma montagem de Carmem, enquanto a publicação  Le Paris Ilustré   dedica-lhe um número monográfico e recebe uma homenagem em Madrid. 
No ano seguinte trava amizade com o escultor Auguste Rodin. Nessa época, a sua litografia O pregador (Segóvia) é incluído num livro da editorial Insel Verlag, com gravuras de James Ensor, Edouard Vuillard, Pierre Bonnard, Max Liebermann e outros.
Em 1902 voltou a pintar em Sevilha. Foi nomeado Sócio da Nacional de Belas-Artes de Paris. A sua mãe, Lucía Zamora Zabaleta, falece em Eibar. Pouco depois, em 15 de maio, nasceu a sua filha Lucia. Passa longas temporadas em Segóvia pintando junto ao seu amigo Pablo Uranga. A sua obra segue-se mostrando por diversas cidades europeias: Paris, Bordeaux, Munique, Budapeste e Berlim.
Em 1904 realiza as pinturas de Nossa Senhora de Arrate. Em Segóvia junta-se com o seu amigo Cottet, que pintará quatorze quadros; a este seguir-lhe-ão outros artistas, empurrados por Ignacio a trabalhar em Segóvia. Daniel Zuloaga compra a abandonada igreja de São João dos Cavalheiros, que albergará a oficina e estudo de tio e sobrinho. Expõe em Düsseldorf convidado por Rodin. No ano seguinte expõe em Paris, Praga, Rotterdam, Antuérpia, Liège, Veneza, Dresde e Viena. Em Bruxelas colabora na montagem da ópera Pepita Jiménez, cujo autor é o seu amigo Isaac Albéniz. Viaja pela Espanha com Rodin e o colecionador russo Tchoukin. Começa uma relação por carta com Picasso.
Em 1906 muda-se novamente para Paris, onde estabelece o seu estudo na rua Caulaincourt. O seu filho Antônio nasce em 10 de janeiro. Seguiu trabalhando no seu estudo de São João dos Cavalheiros. Deste trabalho sairão onze quadros que mostrará em Paris; entre eles Celestina. Em 1907 expõe na Quinta Exposição Internacional de Barcelona, na qual lhe é dedicada uma sala, e obtém o prêmio do rei e o diploma de honra. Concorrem com ele Maxime Dethomas e Rodin. Inicia por Guipúscoa a procura de uns terrenos onde edificar habitação, estudo e museu. Em Segóvia realiza quatorze quadros, entre eles As bruxas de São Milhão e O anão Gregório.
Em 1908, realiza uma exposição em Paris no Salão Nacional de Belas-Artes. 

### Gira americana
Em 1909 expõe nos Estados Unidos (Nova Iorque, Buffalo e Boston) um total de 38 quadros, 15 de eles com temática segoviana. Dedica-se ao estudo da paisagem, ocupando-se do seu tempo parisino. No mês de outubro Charles Morice escreveu uma monografia sobre Zuloaga e aparece publicada na revista L'Art les Artistes. 
No ano seguinte expõe no México, em Santiago do Chile e em Buenos Ares (na capital argentina comunicam-lhe o falecimento do seu pai, embora provocando uma confusão no nome e destacando-se uma rápida especulação sobre os seus quadros). Apresenta quadros à Bienal de Veneza. Adquire terrenos em Zumaia para construir, com o tempo, Santiago Echea. 
Obtém o Grande Prêmio na Exposição Internacional de Roma de 1911. Contudo, teve de acudir fora da representação espanhola por não ter sido convidado. Paradoxalmente foi reclamada a sua assistência pelo Governo italiano. De 25 obras penduradas, 14 são segovianas. Esse ano viaja pela Itália. 
Em 1912 recebe uma homenagem em Eibar. Em Paris, Leónce Bénédite dedica-lhe um artigo especial em L'Art et le Beau. Expõe em Viena, Dresde, Budapeste, Munique e Amsterdam. 
Em 1913 realiza uma homenagem a Goya em Fuendetodos, descobrindo uma lápide na sua casa natal, que compraria ao ano seguinte. Pinta Ídolos futuros o Torerillos de Turégano, assim como Cortesana espanhola. Em Paris, Manuel de Falla espera-o, pois Ignacio oferecera-se para desenhar os trajes e o palco da representação de A vida breve. Inicia-se uma fecunda colaboração.
Em 19 de janeiro de 1914 presenta em Nova Iorque, nas Kraushaar Galleries, vários dos seus retratos mais famosos, incluindo A Morenita, com Xale Branco, com uma muito boa crítica na revista New York American sob o título 'Zuloaga's New Work Shown'.

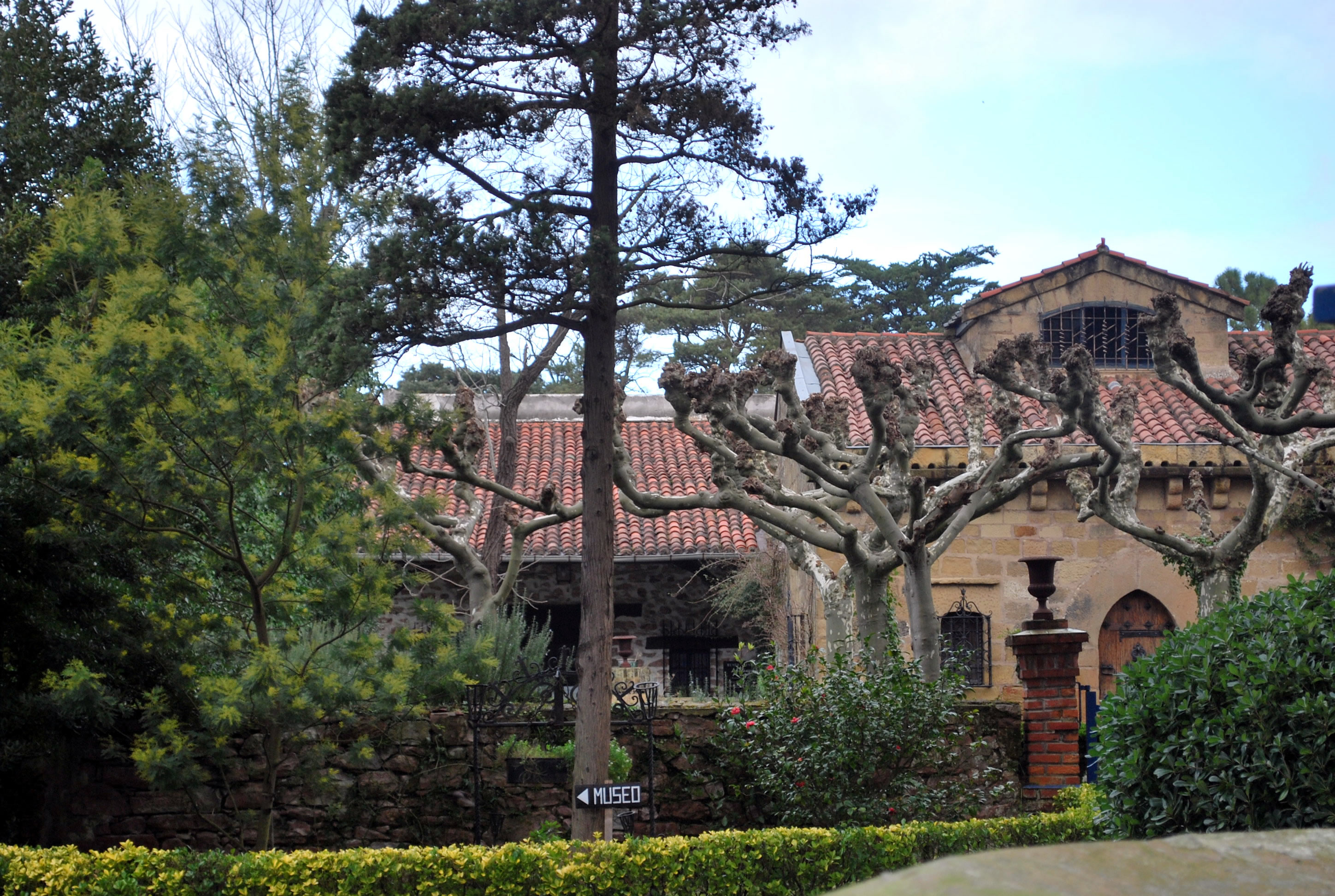
Museu de Zuloaga em Zumaia

A 14 de julho de 1914 inaugura "Santiago Echea" em Zumaia (Guipúscoa), atualmente um museu. Expõe em Nova Iorque e Bruxelas e pela última vez em ao salão da Sociedade Nacional de Belas-Artes de Paris. Pinta A minha prima Cándida e Bailarina vestida de toureiro.
Em plena Primeira Guerra Mundial manifesta-se em favor dos aliados e participa, mediante a doação de um dos seus quadros (o retrato Cándida) para aliviar a situação econômica de Eibar afundada na crise da guerra. Expõe em Eibar a benefício dos órfãos da Guerra Mundial de 1914.

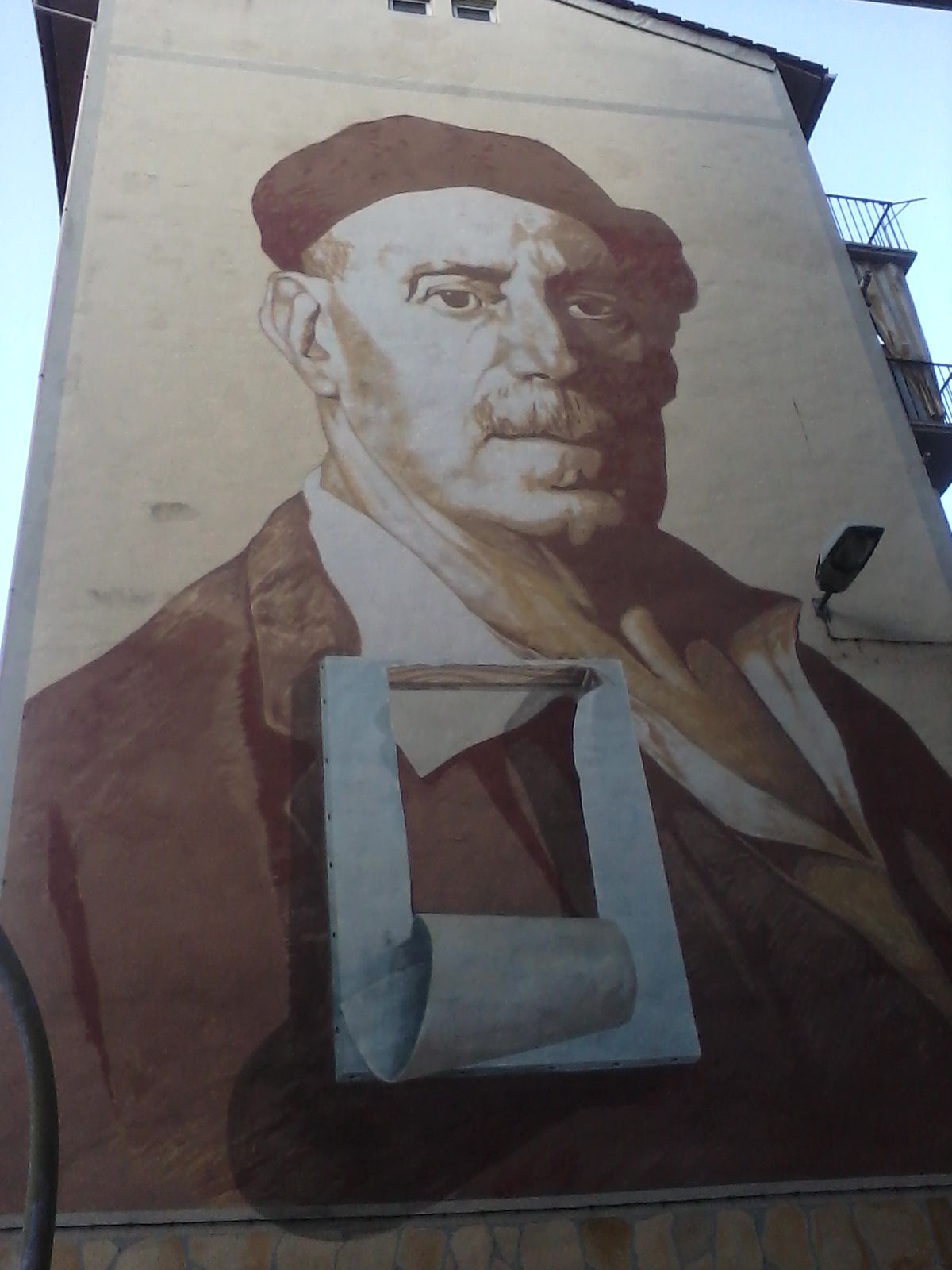
Fachada de um edifício de Eibar retratando o pintor

No período compreendido entre 1916 e 1917 expõe nos Estados Unidos: envia a Nova Iorque 34 quadros, dos quais 20 são segovianos. Realiza os rascunhos para Goyescas, de Enrique Granados. Pelos méritos realizados em favor da França é-lhe outorgada, pelo presidente Poincaré, a Legião de Honra. 
Juan de la Encina, pseudônimo de Ricardo Gutiérrez Abascal, publica um estudo sobre Zuloaga. Nos dois anos seguintes é requerido para realizar o retrato de Afonso XIII. Viaja com o doutor Gregório Marañón a Las Hurdes e à serra de Gredos. Em Bilbau, o financeiro Sota compra o quadro A duquesa de Noailles, que posteriormente será obsequiado ao Museu da Vila. 
Mudou-se para Madrid em 1920, onde instalou a sua oficina no bairro das Vistillas. Realizou o retrato do seu amigo Ortega y Gasset. Inaugurou em Fuendetodos o monumento a Goya. 
Visitou à serra de Albarracín em 1921. A morte do seu tio Daniel afundou-o na tristeza. 
Em 1925 voltou aos Estados Unidos. Expõe em Nova Iorque, na sala Reinhardt. Foi recebido pelo presidente Calvin Coolidge. Expõe também em Boston e Palm Beach, terminando a sua gira em Havana. Compra o castelo de Pedraza de la Sierra.
Inaugura-se com uma grande exposição de Zuloaga no novo Círculo de Belas-Artes de Madrid em 1926. 
É nomeado em Madrid presidente do Padroado do Museu de Arte Moderna em 1931. Retrata a Valle-Inclán e Pérez de Ayala. Na Itália,  convidado pelo embaixador dos Estados Unidos, pinta A italiana. 
Em 1936 realiza o retrato do escultor Julio Beobide. A guerra civil provoca um recolhimento na vida do pintor, abrindo-se caminho no mundo da escultura. Em 1938 ganha o Grande prêmio na Bienal de Veneza. Expõe esse ano em Londres. 
Uma vez finalizada a guerra civil, em 1941, expõe individualmente no Museu de Arte Moderna de Madrid e ao ano seguinte em Barcelona na sala Argos. 
Em 1945 é nomeado filho predileto de Guipúscoa por mediação da Sociedade Bascongada de Amigos do País. Além de retratos dos seus amigos, pinta As presidentas. Também dedicou a sua criatividade à elaboração de naturezas-mortas. More no seu estudo de Madrid a 31 de outubro e é enterrado em San Sebastián.